# New Paths to Helicon, Pt. 1
A New Paths to Helicon, Pt. 1. (legtöbbször Helicon 1-ként említve) a Mogwai egy dala, valamint a New Paths to Helicon, Pt. 1/New Paths to Helicon, Pt. 2 kislemezük A-oldala, amelyet 1997 februárjában adott ki a Wurlitzer Jukebox az Egyesült Királyságban; a 7″-es hanglemez 3000 példányban jelent meg. A lemez borítója a mcminville-i ufóészlelések egy fotóját ábrázolja.
A szám szerepel a Ten Rapid (Collected Recordings 1996–1997) válogatásalbumon. A kislemez John Peel Festive 50s listáján a második helyen végzett.
A videóklip Craig Murray rendezésében két évtizeddel az eredeti megjelenés után készült el; 2015. június 24-én mutatták be a Noisey csatornán, valamint a Central Belters születésnapi összeállításalbum reklámozására használták.

## Leírás
A számot az együttes gyakran használja. A Steve Lamacq által 1999 márciusában felvett élő verzió szerepel a Government Commissions: BBC Sessions 1996–2003 válogatásalbumon, valamint a Select brit magazin The Deep End című CD-mellékletén is. Egy másik, 2001-ben keletkezett változat megtalálható a My Father My King ausztrál/új-zélandi és japán kiadásainak b-oldalán, valamint a UK/European Tour középlemezen. Amikor ezt a számot játsszák, Stuart Braithwaite és Dominic Aitchison hangszert cserélnek: Braithwaite basszusgitárt, Aitchison pedig gitárt fog. Stuart Braithwaite ilyenkor leül; erről a következőket mondta: 
Sokkal alacsonyabb vagyok Dominicnél, szóval nem tudok állva játszani, vagy a gitár a térdeimnél lenne.
A dal egy halk, késleltetett és visszhangzó gitárral kezdődik. 0:25-től lép be a D-dúrra és H-moll hangolt basszusgitár. Az első perctől újrakezdődik a gitár, amely a basszusgitárral felváltva hallható. 1:34-től egy lágy dob szerepel. 2:50-nél egy pillanatra minden elhalkul, majd hangos gitárszóló kezdődik, amelyet csörgődob kísér. 4:28-tól a dob, majd a dal elején játszott gitárhang csendül fel, majd minden elhalkul.

### Szereplések
- A dal 2002-ben szerepelt a Kemény zsaruk „Dragonchasers” epizódjában.
- A szám 2006-ban feltűnt a Tiszta szívvel foci „Wind Sprints” részében.

## Számlista
Az összes dal szerzője a Mogwai. 
| 1.   | New Paths to Helicon, Pt. 1 | 6:00 |
| 2.   | New Paths to Helicon, Pt. 2 | 2:51 |
| 8:51 |                             |      |

## Közreműködők

### Mogwai
- Stuart Braithwaite – basszusgitár
- Dominic Aitchison, John Cummings – gitár
- Martin Bulloch – dob

### Produkció
- Andy Miller – producer, keverés

## Fordítás
Ez a szócikk részben vagy egészben  a   New Paths to Helicon, Pt. 1 című angol Wikipédia-szócikk ezen változatának fordításán alapul.  Az eredeti cikk szerkesztőit annak laptörténete sorolja fel. Ez a jelzés csupán a megfogalmazás eredetét és a szerzői jogokat jelzi, nem szolgál a cikkben szereplő információk forrásmegjelöléseként.